# Polinezja Francuska na Mistrzostwach Świata w Lekkoatletyce 2013
Polinezja Francuska na Mistrzostwach Świata w Lekkoatletyce 2013 – reprezentacja Polinezji Francuskiej podczas czempionatu w Moskwie liczyła 1 zawodniczkę.

## Występy reprezentantów Polinezji Francuskiej
| Konkurencja          | Zawodnik           | Eliminacje | Eliminacje | Półfinał | Półfinał | Finał    | Finał   |
| Konkurencja          | Zawodnik           | Rezultat   | Pozycja    | Rezultat | Pozycja  | Rezultat | Pozycja |
| -------------------- | ------------------ | ---------- | ---------- | -------- | -------- | -------- | ------- |
| Bieg na 100 m kobiet | Hereiti Bernardino | 12,84      | 42.        | NQ       | NQ       | NQ       | NQ      |